# Врублев (Серадзький повіт)
Врублев (пол. Wróblew) — село в Польщі, у гміні Врублев Серадзького повіту Лодзинського воєводства.
Населення — 315 осіб (2011).
У 1975-1998 роках село належало до Серадзького воєводства.

## Демографія
Демографічна структура станом на 31 березня 2011 року:
|          | Загалом | Допрацездатний вік | Працездатний вік | Постпрацездатний вік |
| -------- | ------- | ------------------ | ---------------- | -------------------- |
| Чоловіки | 145     | 22                 | 103              | 20                   |
| Жінки    | 170     | 37                 | 94               | 39                   |
| Разом    | 315     | 59                 | 197              | 59                   |